# International Standard Classification of Education
Die International Standard Classification of Education (ISCED, deutsch: Internationale Standardklassifikation des Bildungswesens) der UNESCO klassifiziert und charakterisiert Schultypen und Schulsysteme. Sie unterscheidet mehrere Stufen (Level) und eignet sich auch für die Angabe des Bildungsniveaus (des höchsten Bildungsabschlusses) im internationalen Vergleich.

## Geschichte
Die Klassifizierung wurde erstmals in den 1970er Jahren für die Erstellung von Statistiken zur Bildung weltweit verwendet. Die erste Version, ISCED 1976, wurde 1975 auf der Weltkonferenz der Bildung (International Conference on Education) in Genf genehmigt und 1978 in Paris zur Normierung pädagogischer Statistiken angepasst. Über die Zeit hinweg waren, vor allem wegen der immer größeren Vielfalt an Bildungsmöglichkeiten, weitere Anpassungen nötig.
ISCED–97 war 1997 von der UNESCO genehmigt worden.
Sie wurde überarbeitet und als ISCED–2011 auf der 36. Sitzung der UNESCO-Generalkonferenz im November 2011 verabschiedet.
Sie ersetzt seit 2014 die ISCED–97 als Grundlage für internationale Bildungsvergleiche und findet seit 2015 in der Bildungsberichterstattung der UNESCO, der OECD und Eurostat Anwendung.
ISCED wird vom UNESCO-Institut für Statistik  entwickelt, gewartet und aktualisiert.

## Verwendung
Die ISCED dient allgemein dem internationalen Vergleich von Schulformen und Bildungsabschlüssen (also Schulabschlüssen und Hochschulabschlüssen), in rechtlichen Belangen wie auch der amtlichen Statistik. Unter dem Bildungsstand einer Person versteht sie die höchste von dieser Person abgeschlossene ISCED-Stufe.
Sie geht auch in die Berufsklassifikation der International Standard Classification of Occupations der Internationalen Arbeitsorganisation ein.
Zusammen mit dem International Socio-Economic Index of Occupational Status wird sie als Indikator für den familiären Hintergrund in den PISA-Studien und anderen Studien aus dem Bildungsbereich verwendet.

## ISCED-2011
Mit der ISCED 2011 wurden zwei parallele Kodierungsschemata eingeführt: eins für die Klassifikation der nationalen Bildungsprogramme (ISCED-Programmes, ISCED-P) und eins für die Klassifikation der Bildungsstufen, d. h der Stufen des Bildungsstands einzelner Personen (ISCED Attainment, ISCED-A). Dieser wird als Bildungsabschluss bezeichnet. Darunter wird die „offizielle Bestätigung des erfolgreichen Abschlusses eines Bildungsprogramms oder eines Abschnitts“ verstanden. Wenn der Bildungsgang nicht alle Voraussetzungen für das Erreichen des Abschlussniveaus der ISCED-Ebene beinhaltet, kann die Codierung der Bildungsebene beim besuchten Bildungsgang eine andere sein als bei der durch den Bildungsgang erworbenen Qualifikation.
Nachfolgend sind nur die ISCED-Bildungsprogramme (ISCED-P) dargestellt.

### Stufe 0: Elementarbereich
Die Bezeichnung Elementarbereich wird zur Wahrung der internationalen Vergleichbarkeit gewählt, denn in ISCED-Stufe 0 eingeordnete Programme können in den einzelnen Ländern unterschiedliche Bezeichnungen haben, im deutschsprachigen Raum etwa Frühkindliche Bildung, Betreuung und Entwicklung, Kindergarten oder Vorschule.

#### Stufe 01: Frühkindliche Bildung, Betreuung und Erziehung für Kinder unter drei Jahren
Eine sprachintensive und visuell stimulierende Lernumgebung ist essentiell für eine frühkindliche Bildung, Betreuung und Erziehung von Kindern unter drei Jahren. Bildungsprogramme mit dem Ziel, die sprachliche Ausdrucksfähigkeit der Kinder zu fördern, besitzen einen Schwerpunkt auf dem Spracherwerb und der Verwendung von Sprache für sinnvolle Kommunikation.
Um Koordination und motorische Fertigkeiten unter Aufsicht und durch die Interaktion mit den Betreuern üben zu können, gibt es außerdem die Möglichkeiten für aktives Spiel. Bildungsprogramme, die ausschließlich der Kinderbetreuung (Beaufsichtigung, Ernährung und Gesundheit) dienen, sind nicht Bestandteil der ISCED.
Es gibt keinen entsprechenden ISCED-97-Level.

#### Stufe 02: Frühkindliche Bildung, Betreuung und Erziehung für Kinder von drei Jahren bis zum Schuleintritt
Programme der ISCED-Stufe 0 (02) oder des „Elementarbereiches“ sollen eine frühe kognitive, körperliche, soziale und emotionale Entwicklung fördern und kleine Kinder an einen organisierten Unterricht außerhalb des Familienkontextes heranführen. Oftmals weisen diese Programme einen ganzheitlichen Ansatz auf, sind schulbasiert oder auf andere Weise für Kindergruppen institutionalisiert (z. B. in der Tagespflege, auf Gemeindeebene oder in Tagesstätten).
Die Stufe 02 entspricht bei ISCED-97 dem Level 0.

### Stufe 1: Primarbereich
Die Bildungsprogramme der ISCED-Stufe 1 zielen überwiegend darauf ab, den Schülern grundlegende Fertigkeiten zu vermitteln. Im Fokus der Primarbildung stehen dabei Lesen, Schreiben und Rechnen. Es wird eine solide Grundlage aufgebaut und großer Wert auf das Verstehen von Kernwissensbereichen und die persönliche und soziale Entwicklung des Kindes gelegt. Der Schwerpunkt liegt auf dem Lernen von wenig komplexen Inhalten ohne konkrete Spezialisierung.
 Deutschland: Der Primarbereich umfasst die Grundschulen sowie die 1. bis 4. Klasse der Gesamtschulen, Waldorfschulen und  Förderschulen. Die Bezeichnung Primarbereich für diese Stufe der Gliederung des deutschen Schulsystems wurde mit der Vereinbarung über die gemeinsame Grundstruktur des Schulwesens in zentralen bildungspolitischen Fragen (2020) der Kultusministerkonferenz festgelegt.
Schweiz: Die ISCED-Stufe 1 entspricht dem dritten bis achten Jahr der obligatorischen Schule (d. h. Primarstufe ohne Kindergarten und der ersten und zweiten Klasse der Eingangsstufe) der Klassifikation der schweizerischen Bildungsstatistik.

### Stufe 2: Sekundarbereich I
Programme der ISCED-Stufe 2 oder des „Sekundarbereichs I“ sind darauf ausgelegt, die Voraussetzungen für Persönlichkeitsentwicklung und lebenslanges Lernen zu schaffen, auf denen weiterführende Bildungsmöglichkeiten aufbauen können.
Die Programme bauen auf den Lernerfolgen der ISCED-Stufe 1 auf.
Bei Eintritt in die ISCED-Stufe 2 sind die Schüler zwischen 10 und 13 Jahre (meistens 12 Jahre) alt. Bildungsprogramme auf dieser Stufe dienen der Einführung von theoretischen Konzepten in einer Vielzahl von Fächern und basieren normalerweise auf einem stärker fachorientierten Lehrplan. Die Lehrkräfte verfügen über eine fachbezogene pädagogische Ausbildung.
Deutschland: Diese Stufe entspricht der Sekundarstufe I. Die Bezeichnung Sekundarbereich I für diese Stufe der Gliederung des deutschen Schulsystems wurde mit der Vereinbarung über die gemeinsame Grundstruktur des Schulwesens in zentralen bildungspolitischen Fragen (2020) der Kultusministerkonferenz festgelegt.
Schweiz: Diese Stufe entspricht der Sekundarstufe I (9. bis 11. Jahr der obligatorischen Schule) der Klassifikation der schweizerischen Bildungsstatistik.
Die Stufe 2 wird unterteilt in 24 allgemeinbildend  und 25 berufsbildend.

#### Stufe 24: allgemeinbildend
Deutschland: Hierzu gehören die Orientierungsstufe 5./6. Klasse, Hauptschulen, Realschulen, Förderschulen (5.–10. Klasse), Schulen mit mehreren Bildungsgängen, Gymnasien (5.–9./10. Klasse), Gesamtschulen (5.–9./10. Klasse),  Waldorfschulen (5.–10. Klasse), Abendhauptschulen, Abendrealschulen, das Nachholen von  Schulabschlüssen der Sekundarstufe I und Erfüllung der Schulpflicht an Beruflichen Schulen und Berufliche Schulen, die zur mittleren Reife führen.

#### Stufe 25: berufsbildend
Deutschland: Dazu gehört das Berufsvorbereitungsjahr (und weitere berufsvorbereitende Programme, z. B. an Berufsschulen oder Berufsfachschulen).

### Stufe 3: Sekundarbereich II
Die Programme der ISCED-Stufe 3, auch Sekundarbereich II genannt, werden in dieser Stufe wesentlich vielseitiger und es steht eine größere Anzahl an Wahlmöglichkeiten zur Verfügung. Die Lehrkräfte sind nun vor allem in den oberen Klassenstufen hoch qualifiziert. Die dritte Stufe bereitet die Lernenden auf den Tertiärbereich vor und vermittelt dabei Fertigkeiten, die für die Berufstätigkeit erforderlich sind. 
Deutschland: Diese Stufe entspricht der Sekundarstufe II.  Die Bezeichnung Sekundarbereich II für diese Stufe der Gliederung des deutschen Schulsystems wurde mit der Vereinbarung über die gemeinsame Grundstruktur des Schulwesens in zentralen bildungspolitischen Fragen (2020) der Kultusministerkonferenz festgelegt.
Schweiz: Diese Stufe entspricht der Sekundarstufe II der Klassifikation der schweizerischen Bildungsstatistik. Zur ISCED Stufe 34 werden in erster Linie die Maturitätsschulen (gymnasiale Maturität, Fachmaturität und Berufsmaturität) sowie die Fachmittelschulen gezählt. Die ISCED Stufe 35 umfasst die berufliche Grundbildung (inklusive Anlehre).
Die Stufe 3 wird in 34 allgemeinbildend und 35 berufsbildend unterteilt.

#### Stufe 34: allgemeinbildend
Deutschland: Hierzu gehören Gymnasien (Oberstufe), Gesamtschulen (Oberstufe), Waldorfschulen (11.–13. Klasse), Förderschulen (11.–13. Klasse), zweijährige Fachoberschulen (ohne vorherige Berufsausbildung), Berufliches, auch Wirtschafts- oder technisches Gymnasium und Berufsfachschulen, die zur Hochschulreife/Fachhochschulreife führen.

#### Stufe 35: berufsbildend
Deutschland: Hierzu gehören das Berufsgrundbildungsjahr (und weitere berufsgrundbildende Programme mit Anrechnung auf das erste Lehrjahr), einjährige Programme an Ausbildungsstätten und Schulen für Gesundheits- und Sozialberufe, Beamtenanwärter im mittleren Dienst, Berufsschulen (Duales System) und Berufsfachschulen, die einen Berufsabschluss vermitteln (ohne Gesundheits- und Sozialberufe, Erzieherausbildung).

### Stufe 4: Postsekundarer, nicht tertiärer Bereich
Bildungsprogramme der ISCED-Stufe 4 sind auf Absolventen der ISCED-Stufe 3 ausgerichtet, deren Qualifikationen für den Zugang zu bestimmten beruflichen Tätigkeiten oder einen Einstieg in den Tertiärbereich nicht ausreichen. 
Die meisten Bildungsprogramme auf dieser Bildungsstufe bereiten auf den direkten Eintritt in den Arbeitsmarkt vor.
Es wird auf den individuellen Erwerb von Wissen, Fähigkeiten und Fertigkeiten sowie Kompetenzen abgezielt, die unterhalb der für den Tertiärbereich charakteristischen hohen Komplexität liegen. Um eine internationale Vergleichbarkeit zu wahren, wird als Bezeichnung für die ISCED-Stufe 4 der Begriff „postsekundarer, nicht tertiärer Bereich“ gewählt.
Schweiz: Zusatzausbildungen der Sekundarstufe II gemäss Klassifikation der schweizerischen Bildungsstatistik wie der Passerellenlehrgang «Berufsmatura – Universitäre Hochschulen» werden ebenfalls dieser Stufe zugeordnet.

### Stufe 5: Kurzes tertiäres Bildungsprogramm
Bildungsprogramme der ISCED-Stufe 5 oder auch kurze tertiäre Bildungsprogramme genannt, sind darauf ausgerichtet, den Teilnehmern Kenntnisse und Fertigkeiten zu vermitteln, welche für ihr Berufsleben eine hohe Relevanz besitzen. Es wird hierbei darauf geachtet, durch praktische Orientierung auf den Arbeitsmarkt vorzubereiten oder Zugang zu anderen tertiären Programmen zu ermöglichen. Akademische Bildungsprogramme unterhalb der Stufe eines Bachelor Abschlusses werden hier u. a. eingeordnet.
Schweiz: In der Schweiz werden die nicht vom Berufsbildungsgesetz (BBG) reglementierten höheren Berufsbildung dieser ISCED-Stufe zugeordnet.
Die Stufe 5 entspricht bei ISCED-97 dem Level 5B.

### Stufe 6: Bachelor- oder gleichwertiges Bildungsprogramm
Bildungsprogramme dieser Stufe werden traditionell von Universitäten oder gleichwertigen tertiären Bildungseinrichtungen angeboten. Sie sind üblicherweise theoretisch ausgerichtet und basieren auf neuesten Forschungsergebnissen und/oder der besten beruflichen Praxis. Sie können auch praktische Komponenten enthalten und sind häufig darauf ausgelegt, den Bildungsteilnehmern berufsorientiertes und/oder fortgeschrittenes akademisches Wissen, Kompetenzen, Fähigkeiten sowie Fertigkeiten zu vermitteln. Unterricht auf dieser Stufe erfolgt oft durch Personen, die in der Regel über einen Abschluss der ISCED-Stufe 7 oder 8 oder über langjährige Berufserfahrung in ihrem Fachbereich verfügen müssen.
Die Anfertigung einer wissenschaftlichen Arbeit oder eines Forschungsprojektes ist auf dieser Stufe nicht unbedingt erforderlich. Sollte dies doch der Fall sein, sind diese im Vergleich zu ISCED-Stufe 7 bzw. 8 deutlich einfacher, weniger eigenständig oder werden unter stärkerer Anleitung erstellt.
Ein erfolgreicher Abschluss eines Bildungsprogramms der ISCED-Stufe 3 oder 4 mit Zugang zum Tertiärbereich ist in der Regel die Zugangsvoraussetzung für diese Bildungsprogramme.
Darüber hinaus kann das erfolgreiche Ablegen einer Zulassungsprüfung erforderlich sein, wobei der Zugang auch von der Fächerwahl und/oder den erreichten Abschlussnoten in der ISCED-Stufe 3 oder 4 abhängen können. Der Begriff „Bachelor- bzw. gleichwertiges Bildungsprogramm“ wird zur Wahrung der internationalen Vergleichbarkeit für die ISCED-Stufe 6 verwendet
Schweiz: Dieser Stufe werden Bachelorstudiengänge an Hochschulen, Berufsprüfungen (eidgenössischer Fachausweis) sowie Abschlüsse an höheren Fachschulen (HF) zugeordnet.
Die Stufe 6 entspricht bei ISCED-97 dem Level 5A und 5B.

### Stufe 7: Master- oder gleichwertiges Bildungsprogramm
Die Bildungsprogramme der ISCED Stufe 7, auch Master oder gleichwertige Abschlüsse, sind dafür ausgelegt, den Bildungsteilnehmern anspruchsvolles, akademisches Wissen zu vermitteln. Dies kann auch aus berufsorientierten Fähigkeiten bestehen, welche zu einer vergleichbaren oder gleichwertigen Qualifikation führen können. In dieser Stufe können umfassende Forschungsarbeiten entstehen, welche jedoch nicht mit einer Doktorarbeit vergleichbar sind. Typisch für die Programme dieser Stufe ist, dass sie meist sehr theoretisch ausgerichtet sind. Sie können jedoch auch praktische Komponenten erhalten. Für gewöhnlich wird die Art dieser Programme von Universitäten oder gleichwertigen Bildungseinrichtungen des Tertiärbereichs angeboten.
Schweiz: Zu dieser Stufe gehören Masterstudien an Hochschulen und höhere Fachprüfungen (eidgenössisches Diplom oder Meisterprüfung).

### Stufe 8: Promotion oder gleichwertiges Bildungsprogramm
Das Konzept der Bildungsprogramme der ISCED-Stufe 8 bzw. „Promotion oder gleichwertige Bildungsprogramme“ zielt auf den Erwerb höherer Forschungsqualifikationen ab und widmet sich weiterführenden Studien und selbstständigem wissenschaftlichem Arbeiten. Promotionsprogramme existieren sowohl in berufsorientierten als auch in akademischen Fächern und werden üblicherweise ausschließlich von forschungsorientierten Bildungseinrichtungen des Tertiärbereichs, z. B. Universitäten, angeboten. Diese Bildungsprogramme basieren nicht nur auf Lehrveranstaltungen, sondern eher auf Forschungstätigkeiten. Der Abschluss wird mit der Einreichung und Verteidigung einer Dissertation, wissenschaftlichen Arbeit oder gleichwertiger veröffentlichungsfähiger schriftlichen Arbeit, die einen signifikanten wissenschaftlichen Beitrag im jeweiligen Fachbereich leistet, erreicht.
Schweiz: In der Schweiz umfasst diese Stufe Doktorate und Habilitationen.
Die Stufe 8 entspricht bei ISCED-97 dem Level 6.

## ISCED-97
Die ISCED 97 wurde durch die ISCED-2011 abgelöst. Sie war wie folgt definiert.

Flowchart der Level von ISCED

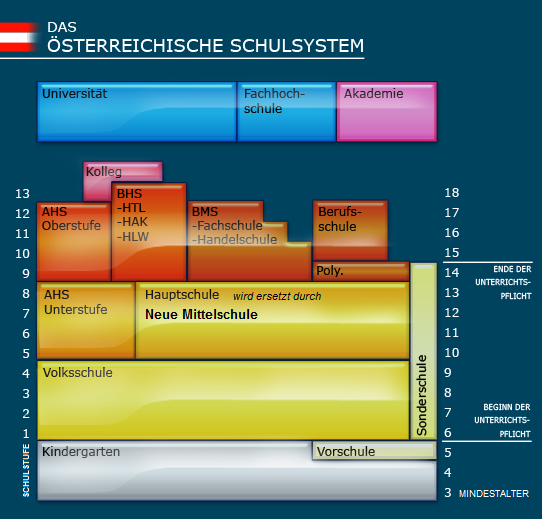
Die verschiedenen ISCED-Levels (Farbcodierung), am Beispiel der Schultypen in Österreich, systematische Gliederung und Vergleich mit Schulstufen und durchschnittlichem Lebensalter

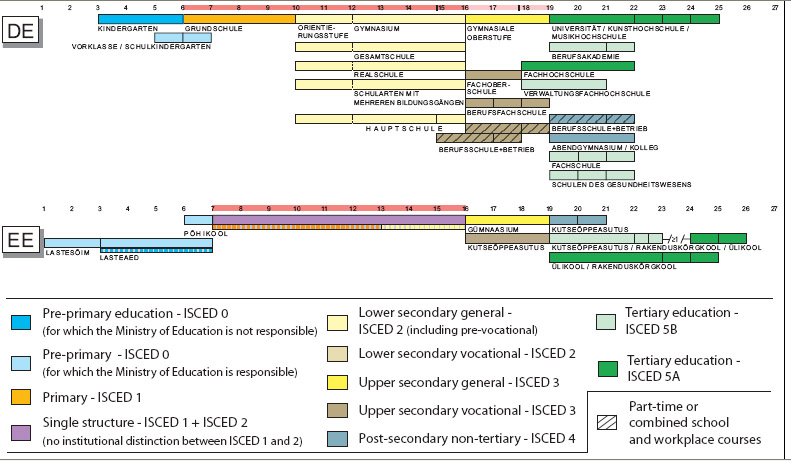
Vergleich von Deutschland und Estland in ISCED Stufen

### Level 0 (Vorschulische Erziehung)
Level 0 umfasst die Vorschulische Erziehung (pre-primary education). Dazu gehören Kindergarten und Vorschule. Es umfasst die Altersstufen von 3/5 bis 5/7 Jahre.

### Level 1 (Primarbildung)
Die Primarbildung (primary education / first stage of basic education) beginnt mit Beginn der Unterrichts- oder Schulpflicht und basiert auf einem Klassenlehrerprinzip (ein einzelner Lehrer unterrichtet die Klasse in den meisten Gegenständen, meist in allen Fächern außer Religion und Werken). In den deutschsprachigen Ländern gehört zur Primarbildung die Volksschule (Österreich) bzw. Grundschule (Deutschland) oder Primarschule (Schweiz).

### Level 2 (Sekundarbildung I/Unterstufe, Mittelstufe)
Sekundarbildung Unterstufe (lower secondary education / second stage of basic education): Grundausbildung mit einem Fachlehrersystem (ein eigener Lehrer für jedes einzelne Fach). Der Begriff entspricht dem Ausdruck mittlere Bildung und bezeichnet die über die Vor- und Grundschule hinausgehende Schulbildung, die bis an das Ende der Schulpflicht geht, in der Regel das 7.–9. Schuljahr, Altersstufen von 10/12 bis 14/16, vergleiche hierzu auch Sekundärer Bildungsbereich. In deutschsprachigen Systemen wird die Stufe Sekundarstufe I genannt, in Österreich auch Sekundarbildung Unterstufe (Hauptschule, Neue Mittelschule und AHS-Unterstufe (Allgemeinbildende Höhere Schule)).

### Level 3 (Sekundarbildung II/Oberstufe)
Die Sekundarbildung Oberstufe (secondary education second stage oder upper secondary education) dient der Allgemein- oder Berufsbildung. Ein Abschluss bedeutet Berechtigungen zum Arbeiten in einem bestimmten Berufsfeld (Level 3B Programmes designed to provide direct access to ISCED 5B) und/oder zum Besuch einer Hochschule (Level 3A Programmes designed to provide direct access to ISCED 5A). Daneben gibt es vereinzelte nicht weiterführende Programme (Level 3C Programmes not designed to lead to ISCED 5A or 5B). Die Altersstufe reicht von 15/16 bis 18/20.
In deutschsprachigen Systemen werden die Sekundarstufe II und die Ausbildungen der dualen Berufsausbildung dem ISCED-Level 3 zugeordnet, in Österreich spricht man hier auch von Sekundarbildung Oberstufe.

### Level 4 (Postsekundäre Bildung)
Level 4 ist die Postsekundäre Bildung (post-secondary non tertiary education) nach Abschluss der Sekundarbildung, die aber nicht dem tertiären Bereich zuzuordnen ist. Level-4A-Programme, die den Zugang zu 5A ermöglichen, wie Abendgymnasien, Kollegs, Fachoberschulen (1/2-jährig); Kombinationen aus einem allgemeinbildenden Programm (ISCED 3A) und einem berufsbildenden Programm (ISCED 3B), wie Berufs-/Technische Oberschulen; Level-4B-Programme, die den Zugang zu 5B ermöglichen, können Kombinationen aus zwei berufsbildenden Programmen nach ISCED 3B sein. Auch hier gibt es nicht weiterführende Sonderformen (Level 4C).

### Level 5 (Tertiäre Bildung, erste Stufe)
Die erste Stufe der tertiären Bildung (first stage of tertiary education, not leading directly to an advanced research qualification) dauert mindestens 2 Jahre (hier 2-jährige Fachschulausbildungen (Techniker, Betriebswirt), betrifft i. d. R. auch Meister oder Fachwirte, sofern diese mindestens eine 2-jährige Studien- bzw. Ausbildungsdauer absolvieren) und setzt einen Abschluss der Sekundarbildung voraus. Level 5B umfasst dabei praxisbezogene Studiengänge (labour-market relevant qualification) an Fachschulen, Berufsakademien und ähnlichem; Level 5A (university level/advanced research programmes and professions with high skills requirements) umfasst die übrige Hochschulausbildung unterhalb der Promotion.

### Level 6 (Tertiäre Bildung, Forschungsqualifikation)
Tertiäre Bildung mit Forschungsqualifikation (second stage of tertiary education, leading directly to an advanced research qualification), umfasst die höchsten hochschulischen Ausbildungsformen, also die Promotion und die Habilitation.

## ISCED-F 2013
ISCED Codes gibt es auch für Berufsfelder: die so genannten ISCED-F 2013 Codes. Sie lösen die Klassifikation der Bildungs- und Ausbildungsfelder (FoET 1999) ab.
Die Codes von ISCED-F 2013 gehen von 00 bis 10. Daneben gibt es noch den ISCED Code 99 für unbekannte Berufsfelder:
- 00 Generische Berufsfelder
- 01 Erziehung und Ausbildung
- 02 Kunst und Humanistische Berufsfelder
- 03 Sozialwissenschaften, Journalismus und Informationen
- 04 BWL und Recht
- 05 Naturwissenschaften, Mathematik und Statistik
- 06 Informations- und Kommunikationstechnologie
- 07 Ingenieurswesen, Herstellung und Bauwesen
- 08 Agrarwissenschaften, Forstwissenschaften, Fischerei und Veterinärwissenschaften
- 09 Gesundheit und soziale Dienste
- 10 Service
- 99 Unbestimmtes Berufsfeld

## Jährliche Veröffentlichung der Daten
Die OECD veröffentlicht im Rahmen ihres Indicators of Education Systems Programme (INES) den jährlichen internationale Bildungsbericht Bildung auf einen Blick (englisch Education at a Glance).

## ISCED, Europäischer Qualifikationsrahmen und Deutscher Qualifikationsrahmen
Der Deutsche Qualifikationsrahmen (DQR), der Europäische Qualifikationsrahmen (EQR) und die International Standard Classification of Education sind drei unterschiedliche Systeme zur Klassifizierung von Bildungsabschlüssen, die in einem komplexen Zusammenhang stehen. Weder ist der EQR eine europäische noch der DQR eine nationale Grundlage von statistischen Daten. Für Europa ist die Klassifikation der ISCED, die der Logik traditioneller Bildungsprogramme folgt, die Grundlage statistischer Erhebungen.
Es gibt keine automatische Zuordnungen zwischen den DQR-Niveaus und den ISCED-Stufen. Jede Zuordnung erfordert eine individuelle Prüfung. Insbesondere die beruflichen Fortbildungen in Deutschland fehlen in der internationalen Statistik, weil die Datenerhebungen in Deutschland unvollständig sind. Der DQR berücksichtigt die Besonderheiten des deutschen Bildungssystems, insbesondere im Bereich der beruflichen Bildung, während die ISCED einen globaleren Ansatz verfolgt und für internationale Vergleiche konzipiert ist.
Die Bildungsformen „Lernen am Arbeitsplatz“ oder andere Formen von arbeitsbasiertem Lernen lassen sich nur schwer zuordnen. Auch bei Vorliegen der erforderlichen Rahmendaten können Berufsbildungsabschlüsse auf DQR-Niveau 6 nicht automatisch dem ISCED-Niveau 6 zugeordnet werden, weil formal eine Programmdauer von drei Jahren nachzuweisen ist. Etwa 20 % der auf DQR-Niveau 6 verorteten Meisterqualifikationen könnten Schwierigkeiten bei der Zuordnung zu ISCED-Niveaus haben, da sie möglicherweise nicht die erforderliche Programmdauer erfüllen.
Der DQR und die ISCED verwenden eine ähnliche, mehrstufige Struktur zur Einordnung von Qualifikationen: Der DQR umfasst acht Niveaus, die ISCED neun Stufen, einschließlich Stufe 5 für die erste Stufe der tertiären Bildung. Der DQR fokussiert sich jedoch auf Kompetenzen und Lernergebnisse, während die ISCED stärker auf die Dauer und Art der Bildungsprogramme achtet.
Alle drei Systeme unterliegen kontinuierlichen Anpassungen, um aktuelle Entwicklungen im Bildungsbereich zu berücksichtigen.
Der Qualifikationsrahmen für Deutsche Hochschulabschlüsse (HQR) ist als Anlage im DQR enthalten und somit Bestandteil desselben. Die Niveaus 6, 7 und 8 des DQR entsprechen den Stufen 1 (Bachelor), 2 (Master) und 3 (Promotion) des HQR.
Die Daten gemäß der ISCED werden in Deutschland seit 1976 durch den jährlichen Mikrozensus erhoben.

## ISCED, Europäischer Qualifikationsrahmen und Qualifikationsrahmen für den schweizerischen Hochschulbereich
Die ISCED, der Europäische Qualifikationsrahmen und der Qualifikationsrahmen für den schweizerischen Hochschulbereich (nqf.ch-HS) sind drei unterschiedliche Systeme zur Klassifizierung von Bildungsabschlüssen, die in einem komplexen Zusammenhang stehen.
Der Qualifikationsrahmen für den Europäischen Hochschulraum wurde in der Schweiz als Qualifikationsrahmen für den schweizerischen Hochschulbereich und für den Bereich der Berufsbildung als Nationaler Qualifikationsrahmen Berufsbildung (NQR Berufsbildung) umgesetzt, die beide unabhängig voneinander existieren. Der NQR Berufsbildung wurde dem EQR zugeordnet, wobei die acht Niveaus 1:1 übereinstimmen.
Die Schweizerische Konferenz der kantonalen Erziehungsdirektoren nutzt die ISCED-Klassifizierung für statistische Zwecke und zur Darstellung des Bildungssystems.

## Belege
1. 1 2 3  Erläuterungen zur Internationalen Standardklassifikation des Bildungswesens. (Pdf) In: www.statistik.at. Abgerufen am 8. März 2025.
2. ↑  Siehe dazu Internationale und supranationale Klassifizierungssysteme (1): ISCED. (Pdf) In: ec.europa.eu. S. 6, abgerufen am 27. Februar 2025.
3. ↑  International Standard Classification of Education – ISCED 2011. In: uis.unesco.org. UNESCO Institute for Statistics, abgerufen am 23. Februar 2025 (englisch). Auf S. 6–8 werden in der Section 1 „What ist ISCED?“ die Ziele und das Konzept der ISCED 2011 erläutert.
4. ↑  International Standard Classification of Education. Eurostat, abgerufen am 18. Februar 2025.
5. ↑  ISCED 2011. In: www.datenportal.bmbf.de. Abgerufen am 18. Februar 2025.
6. ↑  Indernationale Standardklassifikation des Bildungswesens (ISCED 2011). In: www.statistik.at. Abgerufen am 20. Februar 2025 (S. 11).
7. ↑  Die Anpassung der ISCED wird in den EU-Ländern über Verordnungen realisiert, siehe z. B. die VERORDNUNG (EU) Nr. 317/2013 DER KOMMISSION vom 8. April 2013 zur Änderung der Anhänge der Verordnungen (EG) Nr. 1983/2003, (EG) Nr. 1738/2005, (EG) Nr. 698/2006, (EG) Nr. 377/2008 und (EU) Nr. 823/2010 in Bezug auf die Internationale Standardklassifikation für das Bildungswesen. In: eur-lex.europa.eu. Abgerufen am 24. Februar 2025.
8. ↑  Indernationale Standardklassifikation des Bildungswesens (ISCED 2011). In: www.statistik.at. Abgerufen am 20. Februar 2025. S. 18, Nummer 81 und S. 29, Nummer 129.
9. ↑  Je geringer der Bildungsstand Erwachsener, desto geringer ist ihre Beteiligung am lebenslangen Lernen. Datenreport 2014,  C Schwerpunktthema: Lernen Erwachsener in Deutschland im europäischen Vergleich, C3 Beteiligung verschiedener Personengruppen am Lernen im Erwachsenenalter, C3.2 Bildungsstand. In: www.bibb.de. Abgerufen am 24. Februar 2025.
10. ↑  Indernationale Standardklassifikation des Bildungswesens (ISCED 2011). In: www.statistik.at. Abgerufen am 20. Februar 2025 (S. 20 Nummer 89).
11. ↑  International Standard Classification of Education (ISCED-2011). In: metadaten.bibb.de. Bundesinstitut für Berufsbildung, abgerufen am 27. Februar 2025.
12. ↑  Siehe hierzu Indernationale Standardklassifikation des Bildungswesens (ISCED 2011). In: www.statistik.at. Abgerufen am 20. Februar 2025 (S. 27, Nummer 103).
13. 1 2 3  Siehe dazu International Standard Classification of Education – ISCED 2011. In: uis.unesco.org. UNESCO Institute for Statistics, abgerufen am 23. Februar 2025 (englisch).
14. 1 2 3 4 5  Zuordnung nationaler Bildungsprogramme zur ISCED 2011. In: www.bamf.de. Abgerufen am 9. März 2025.
15. 1 2 3  Vereinbarung über die gemeinsame Grundstruktur des Schulwesens in zentralen bildungspolitischen Fragen. (Beschluss der Kultusministerkonferenz vom 15.10.2020). S. 19
16. 1 2 3 4 5 6 7 8 9  Bundesamt für Statistik: International Standard Classification of Education (ISCED 2011) – Korrigierte Version 15.05.2019 | Publikation. 24. November 2015, abgerufen am 25. Februar 2021.
17. 1 2 3  Siehe dazu Das Bildungssystem der Schweiz. In: www.odec.c. Abgerufen am 20. Februar 2025.
18. 1 2 3 4 5 6 7  Klassifikation der schweizerischen Bildungsstatistik (ISCED 2011). In: www.bfs.admin.ch. 25. Februar 2020, abgerufen am 2. März 2025.
19. 1 2 3  Siehe dazu ISCED (International Standard Classification of Education). In: managementmania.com. Abgerufen am 25. Februar 2025.
20. ↑   Siehe dazu Indernationale Standardklassifikation des Bildungswesens (ISCED 2011). In: www.statistik.at. Abgerufen am 21. Juli 2025 (S. 64).
21. 1 2  Die Bezeichnung „Grundbildung“ bezieht sich in der ISCED-2011 nur auf die berufliche Grundbildung. (Internationale Standardklassifikation für Bildung (ISCED 2011). In: www.bfs.admin.ch. Abgerufen am 24. Februar 2025.). Bei der ISCED-1997 wird „Level 1 - Primary education or first stage of basic education“ bzw. „Level 2 - Lower secondary or second stage of basic education“ (International Standard Classification of Education ISCED 1997. In: uis.unesco.org. Abgerufen am 24. Februar 2025., S. 22) mit „Primarbereich oder erster Abschnitt der Grundbildung“ bzw. mit  „Sekundarbereich I oder zweiter Abschnitt der Grundbildung“ (Indernationale Standardklassifikation des Bildungswesens (ISCED 2011). In: www.statistik.at. Abgerufen am 20. Februar 2025. S. 70) übersetzt.
22. ↑  INTERNATIONAL STANDARD CLASSIFICATION OF EDUCATION. Fields of education and training 2013 (ISCED-F 2013) – Detailed field descriptions. In: uis.unesco.org. UNESCO Institute for Statistics, 2013, S. 54, abgerufen am 3. April 2021.
23. 1 2 3 4  Datenreport. In: www.bibb.de. 2020, abgerufen am 22. Februar 2025.
24. ↑  Peter F. E. Sloane: Zu den Grundlagen eines Deutschen Qualifikationsrahmens (DQR). In: www.bibb.de. Bundesinstitut für Berufsbildung, 2008, abgerufen am 22. Februar 2025.
25. 1 2  DQR-Niveaus. In: www.dqr.de. Abgerufen am 22. Februar 2025.
26. ↑  Qualifikationsrahmen für deutsche Hochschulabschlüsse. In: www.kmk.org. 2017, abgerufen am 22. Februar 2025.
27. ↑  Die Bildungsklassifikation ISCED-1997 – Umsetzung für die Mikrozensen 1976–2011, die Volkszählung 1970 und die Mikrozensus-Zusatzerhebung 1971. In: www.gesis.org.  GESIS – Leibniz-Institut für Sozialwissenschaften, abgerufen am 27. Februar 2025.
28. ↑  Europäischer Qualifikationsrahmen. In: www.sbfi.admin.ch. Staatssekretariat für Bildung, Forschung und Innovation, abgerufen am 1. März 2025.